# Строганова, Анна Ивановна
Анна Ивановна Строганова (в девичестве — Стрельникова; 3 октября 1921, Москва — 28 марта 2004, Москва) — советская и российская актриса театра и кино.

## Биография
Родилась 3 октября 1921 года в Москве. 
В 1924 году вместе с семьей переехала в Ленинград, где начала учиться в средней школе № 21, затем перешла в среднюю школу № 16, которую окончила в 1939 году, а после завершения учебного заведения вышла замуж за рабочего ленинградского военного завода № 209 А. П. Миролюбова. 
В 1942 году во время Великой Отечественной войны эвакуировалась в Ярославль, где работала разнорабочей, к сентябрю этого же года перебралась обратно на родину в Москву, где продолжила работать на различных должностях. 
В 1944 году вместе с коллегами по работе реэвакуировалась в Ленинград, но тяга к сцене дала о себе знать и Строганова решилась поступить на вокальное отделение музыкального училища при Ленинградской государственной консерватории имени Н. А. Римского-Корсакова. Первые три года выступала от Ленинградской государственной эстрады в дуэте с Е. Борисовой. 
В 1951 году Строганова поступила во вспомогательный состав Ленинградского театра музыкальной комедии. По причине того, что у Анны Ивановны не было больших ролей и выходить в составе массовок и эпизодах было неинтересно и не выгодно, то в 1956 году приняла решение перейти в Ленинградское отделение Всероссийского гастрольно-концертного объединения, где появились её сольные номера. В этом же году Строганова впервые попала на телевидение, снялась в эпизодической роли работницы столовой в фильме «Медовый месяц», а на следующий год появилась в роли женщины с постоялого двора в фильме «Дон Кихот», после чего Строганова стала востребованной и узнаваемой актрисой среди режиссёров и зрителей.
В 1961 году познакомилась с поэтом, переводчиком и эстрадным драматургом Г. М. Строгановым и вышла за него замуж, взяв его фамилию, после чего перебрались в Москву. Спустя год Строганов ушёл из жизни и Анна Ивановна осталась одна. С 1963 года Строганова стала работать в детском отделе московского отделения Всероссийского гастрольно-концертного объединения (Москонцерт) в качестве артистки речевого жанра, эпизодически снимаясь в кино. 
В 1975 году наиболее известной её ролью стала одна из старушек-веселушек в фильме-сказке «Финист — Ясный сокол» Г. В. Леонидовича, которая по мнению  киноведа Алексея Тремасова была сыграна в яркой и острохарактерной манере. В 1980 году вышла на пенсию, в 1990-х годах ещё продолжала по приглашениям сниматься в кино, но чуть позже о ней забыли. 
Скончалась 28 марта 2004 года в Москве. Урну с прахом похоронили на Донском кладбище. 

## Фильмография
- 1956 — Медовый месяц — работница столовой
- 1957 — Дон Кихот — женщина с постоялого двора
- 1961 — Две жизни — швея
- 1962 — Половодье — участие
- 1962 — Я купил папу — тётя Женя
- 1963 — Тропы Алтая — участие
- 1964 — Гранатовый браслет — участие
- 1965 — Путешественник с багажом — Маша
- 1965–1967 — Война и мир — участие
- 1966 — Девочка на шаре — тётя Дуся
- 1967 — Зареченские женихи — любопытная соседка
- 1967 — Спасите утопающего — участие
- 1972 — Надежда — продавщица пирожков
- 1974–1977 — Рождённая революцией — пассажирка электрички
- 1975 — Финист — Ясный сокол — старушка-веселушка
- 1976 — Два капитана — участие
- 1976 — «Сто грамм» для храбрости... — дежурная в метро, участница застолья
- 1992 — Бег по солнечной стороне — Петровна
- 1993 — Маленькие человечки Большевистского переулка, или Хочу пива — соседка